# 邢海明
邢海明（1964年11月—），男，天津人，中华人民共和国外交官，曾任中华人民共和国驻蒙古国特命全权大使和中华人民共和国驻大韩民国特命全权大使。

## 生平
邢海明1981年被公派到朝鲜桂應祥沙里院農業大學学习朝鲜语，1986年毕业后考入中华人民共和国外交部，开始外交官生涯。
邢海明先后在外交部亚洲司、驻朝大使馆、驻韩大使馆交替任职：2003年，任驻韩国大使馆参赞；2006年，任驻朝大使馆公使衔参赞；2008年，任驻韩大使馆公使衔参赞；2011年，任外交部亚洲司参赞，后升任副司长；2015年8月，出任中华人民共和国驻蒙古大使；2020年1月，出任中华人民共和国驻韩国大使。2024年7月，自驻韩国大使离任。目前任職外交部亞洲司。

### 萨德争议
2021年7月，尹锡悦接受《中央日报》采访时称要韩国撤萨德，中国应首先拆除部署在其本国边境的远程雷达；同时他指出韩国半导体应该和中国“脱钩”。7月16日，邢海明在《中央日报》发文，阐明中方立场，他表示“中国尊重韩国的外交政策，清楚韩美同盟关系。但韩美同盟不能损害中国的利益”，“中韩建交已近30年，中韩关系并非韩美关系的附属品”。邢海明的這一舉動在南韓引起了“違背外交慣例、干涉選舉”的批評。南韓外交部也要求中國大使館“在公開表明立場時應謹慎，不要對兩國關係發展造成負面影響”。南韓外國語大學國際地區研究中心主任康埈榮更指出，“中國非常不喜歡內政干涉，總是要求別國不要干涉本國內政，但是自己卻毫無顧忌地這樣做，是非常不妥當的”。

### 被指挑釁之言論
2023年6月8日，邢海明與李在明會面時提到，韓國方面受到美国影响且未能尊重包括台湾在内的中國核心利益。当前中韩关系遇到的困难，责任不在中方，韓國不要因为美国压力而对中国做出误判。有人賭美國會贏、中國將敗北，賭中國會輸的人之後一定會後悔。這段話被韓國當局認為是在針對該國的親美外交政策。6月9日，韓國外交部第一次長張虎鎭召見邢海明，認為邢海明的言行具有挑釁意味，韓國方面表達強烈警告與遺憾。6月10日，中国外交部部长助理农融约见韩国驻华大使郑在浩，就韩方的反应提出交涉，中方認為韓方反應不當。郑在浩称中国此举有违外交惯例，具挑衅性且与事实不符。6月12日，韩国总统室一名高层官员表示，邢海明的言論可能会损害中韓的国家利益。6月13日，尹锡悦表示，邢海明的言行令韩国国民不悦。国民力量党议员申源湜表示，韩国政府应将邢海明列为不受欢迎人物。国民力量党党首金起炫表示，邢海明揚言对韓國报复，实在无礼，他還批评李在明是在搞屈辱外交。韩国国务总理韩德洙批评邢海明单方面谴责韓國政府政策的言論非常不妥。韩国外交部长朴振称邢海明的言行十分不恰当。

## 家庭
已婚，有一女。